# Л. П. ла Форначе (Парма)
Л. П. ла Форначе је насеље у Италији у округу Парма, региону Емилија-Ромања.
Према процени из 2011. у насељу је живело 20 становника. Насеље се налази на надморској висини од 157 м.